# SKAアリーナ
SKAアリーナは、ロシア・サンクトペテルブルクに所在するロシア最大規模の屋内競技場。
それまであったSaint Petersburg Sports and Concert Complexを取り壊し、2023年のアイスホッケー世界選手権開催のために建設。しかしIIHFは開催剥奪が決定しています。収容人数はKHLアリーナとしては最大の2万超となる。完成後はKHL西地区SKAサンクトペテルブルクの本拠地。2023年のオールスターゲームが開催